# Yes Indeed!
Albums de Ray Charles
The Great Ray Charles
(1957) Soul Brothers
(1958)
Yes Indeed! est le troisième album studio du chanteur de RnB Ray Charles. Il est sorti en octobre 1958 sous le label Atlantic Records. Ray Charles, Yes Indeed! est aussi le titre du livre et du DVD rendant hommage à Ray Charles.

## Liste des titres
Toutes les chansons ont été écrites pas Ray Charles exceptées celles indiquées

### Face A
1. What Would I Do Without You? – 2:32
2. It's All Right – 2:14
3. I Want to Know – 2:07
4. Yes Indeed! (Sy Oliver) – 2:12
5. Get On the Right Track Baby (Titus Turner/Ray Charles) – 2:19
6. Talkin' 'bout You (en) – 2:48
7. Swanee River Rock (Talkin' 'bout That River) – 2:15

### Face B
1. Lonely Avenue (en) (Doc Pomus) – 2:33
2. Blackjack – 2:17
3. The Sun's Gonna Shine Again (Sam Sweet) – 2:35
4. I Had a Dream – 2:51
5. I Want a Little Girl (Billy Moll/Murray Mencher) – 2:50
6. Heartbreaker (A. Nugetre) – 2:49
7. Leave My Woman Alone – 2:38

## Personnels et instrumentistes
- Ray Charles - piano, chant
- Joshua Willis - trompette (piste 1)
- Joe Bridgewater - trompette (pistes 1, 6, 7, 9, 12)
- John Hunt - trompette (pistes 2, 3, 5, 8, 14)
- Marcus Belgrave - trompette (pistes 4, 11)
- Lee Harper - trompette (pistes 4, 11)
- Ricky Harper - trompette (pistes 6, 7, 12)
- Charles Whitley - trompette (piste 9)
- Jesse Drakes - trompette (piste 13)
- Don Wilkerson - saxophone tenor (pistes 1, 9)
- David Newman - saxophone tenor, saxophone alto (pistes 2, 3, 4, 5, 6, 7, 8, 11, 12, 14)
- Sam Taylor - saxophone tenor (piste 13)
- Cecil Payne - saxophone baryton (piste 1)
- Emmet Dennis - saxophone baryton (pistes 2, 3, 4, 5, 6, 7, 8, 11, 12, 14)
- David Newman - saxophone baryton (piste 9)
- Dave McRae - saxophone baryton (piste 13)
- Wesley Jackson - guitare (piste 9)
- Mickey Baker - guitare (piste 13)
- Paul West - basse (piste 1)
- Roosevelt Sheffield - basse  (pistes 2, 3, 5, 8, 14)
- Edgar Willis - basse (pistes 4, 6, 7, 11, 12)
- Jimmy Bell - basse (piste 9)
- Lloyd Trotman - basse (piste 13)
- Panoma Francis - batterie (track 1)
- William Peeples - batterie (pistes 2, 3, 5, 6, 7, 8, 12, 14)
- Richie Goldberg - batterie (pistes 4, 11)
- Glenn Brooks - batterie (piste 9)
- Connie Kay - batterie (piste 13)
- The Cookies - chant (pistes 3, 8, 14)
- The Raelettes - chant (pistes 6, 7, 12)
- Mary Ann Fisher - chant (pistes 6, 7, 12)[2]